# Eugeniusz Sokalski
Eugeniusz Sokalski (ur. 6 października 1909 w Łosicach, zm. w 1940 w Lesie Katyńskim) – nauczyciel, kapitan Wojska Polskiego (stopień otrzymał pośmiertnie, za życia był podporucznikiem rezerwy w 34 Pułku Piechoty), ofiara zbrodni katyńskiej, więzień obozu jenieckiego w Kozielsku. W Łosicach znajduje się ulica nazwana jego nazwiskiem, a w Lisiowólce stoi poświęcony mu obelisk. 
W 1929 ukończył Seminarium Nauczycielskie w Leśnej Podlaskiej, dzięki czemu został nauczycielem we wsi Lisiowólka.

## Życie prywatne
Syn Józefa Sokalskiego i Aleksandry z domu Kucewicz. Mąż Lucyny z domu Szewczenko, z którą miał córkę Bożenę. 